# Papilio demodocus
Papilio demodocus là một loài bướm phượng trong chi Papilio thuộc họ Bướm phượng. Loài này phổ biến ở châu Phi cận Sahara. Nó là loài gây hại, ăn các loài cây chanh cam. Chúng đẻ từng trứng trên lá cây chanh cam. Các ấu trùng tuổi đầu có màu đen, vàng, và trắng với gai. Màu sắc của nó cung cấp khả năng ngụy trang hiệu quả vì chúng tương tự như phân chim. Chúng phát triển đến chiều dài 10 hoặc 15 mm trước khi thay đổi thành ấu trùng tuổi cuối. Ấu trùng tuổi cuối có màu xanh với những mảng màu trắng hoặc màu hồng, có đốm mắt giả. Chúng dài tối đa khoảng 45 mm.
Sâu bướm tuổi cuối thiếu khả năng ngụy trang như giai đoạn chưa trưởng thành, thay vào đó, khi bị đe dọa bởi một chim hoặc động vật ăn thịt khác, chúng tạo ra màu da cam, chìa 1 cơ quan được gọi là một osmeterium nằm ở phần ngực. Cơ quan phát ra một mùi mạnh mẽ hoạt động khiến con vật săn mồi sợ.

## Hình ảnh

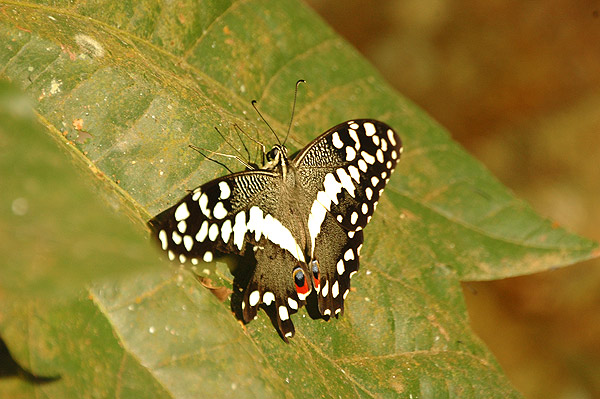
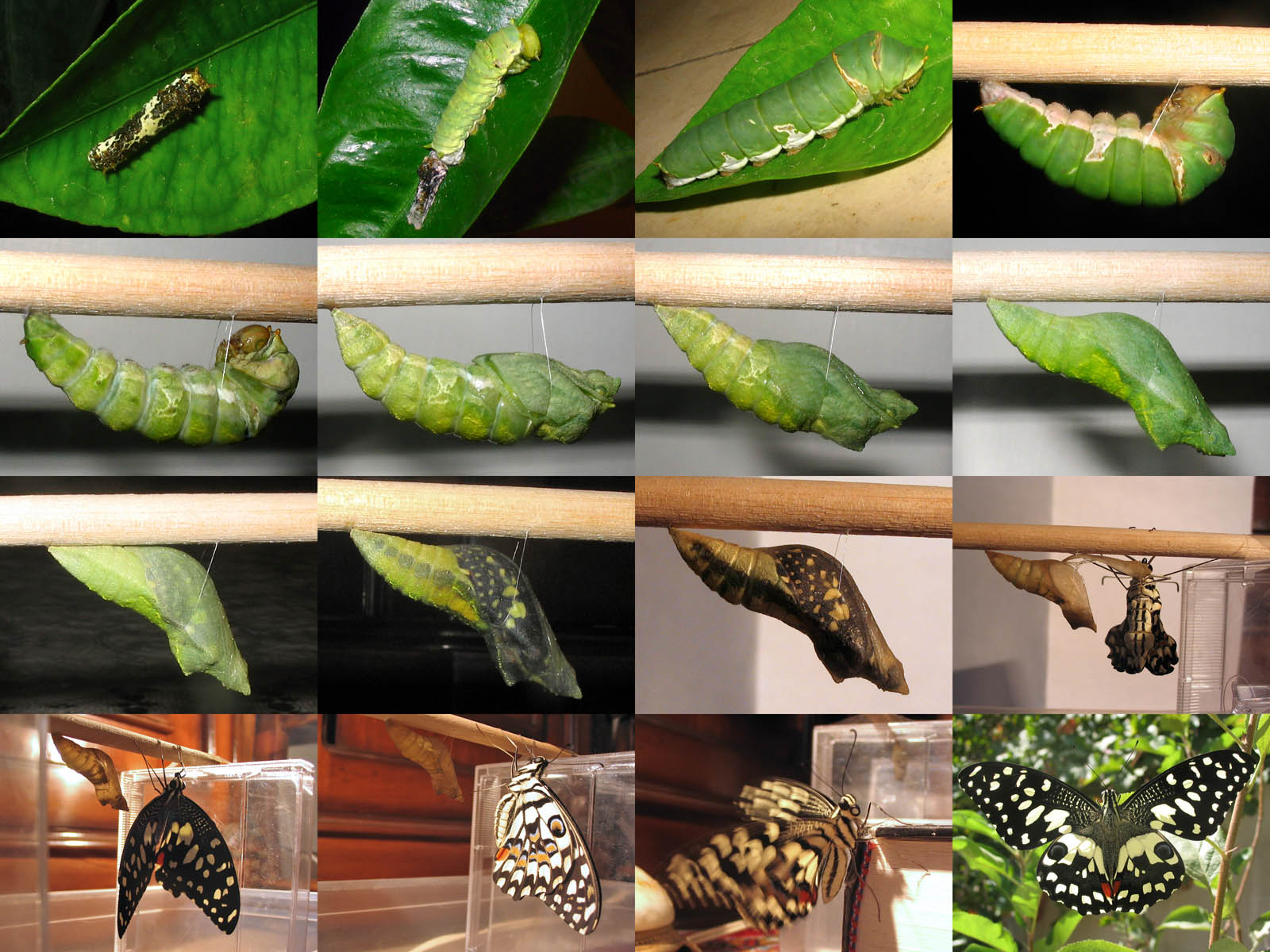
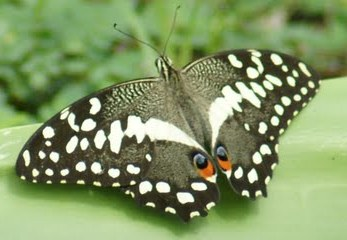
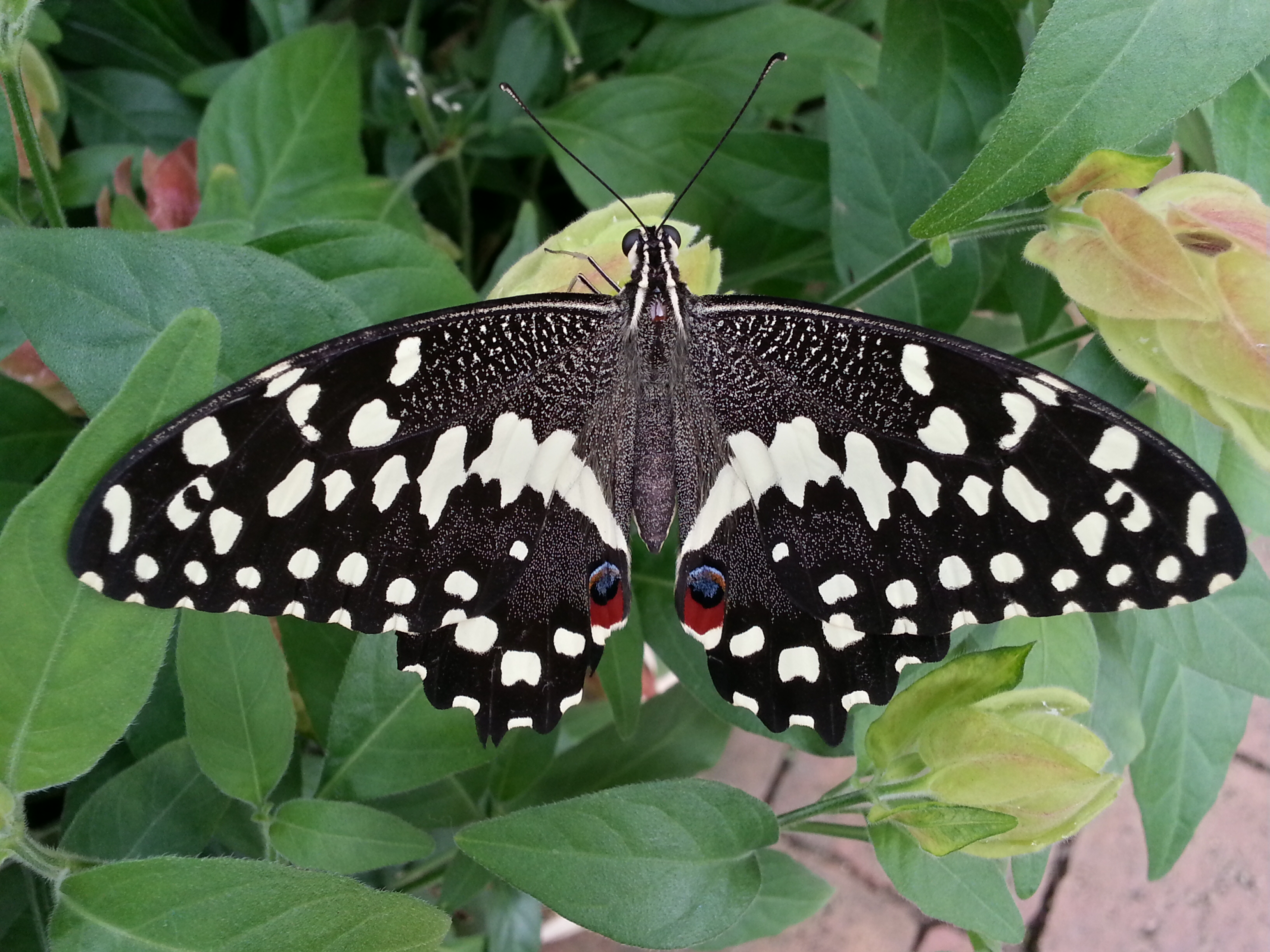